# Martiros Sarjan

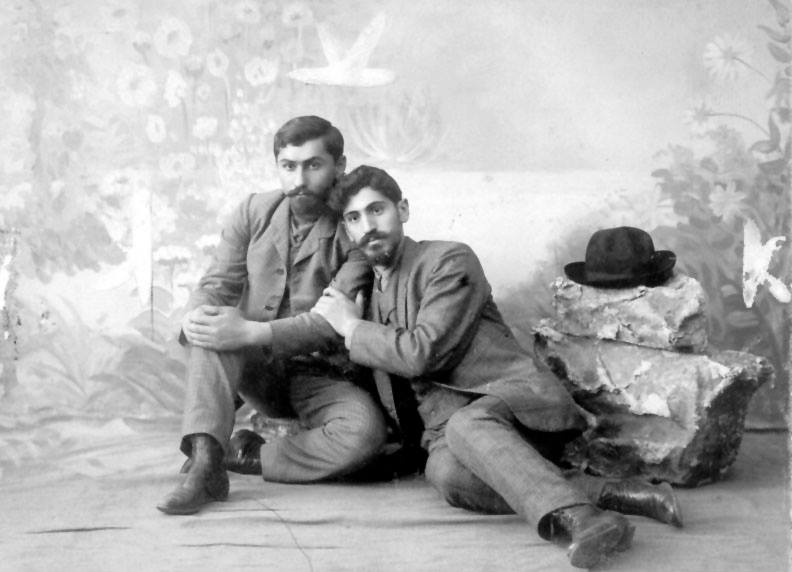
Martiros Sarjan (rechts) zusammen mit Drastamat Kanajan

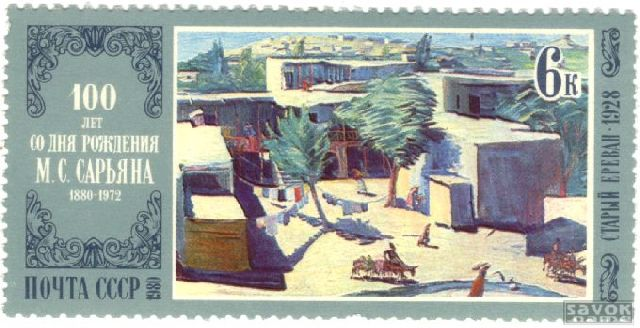
Sowjetische Briefmarke von 1980

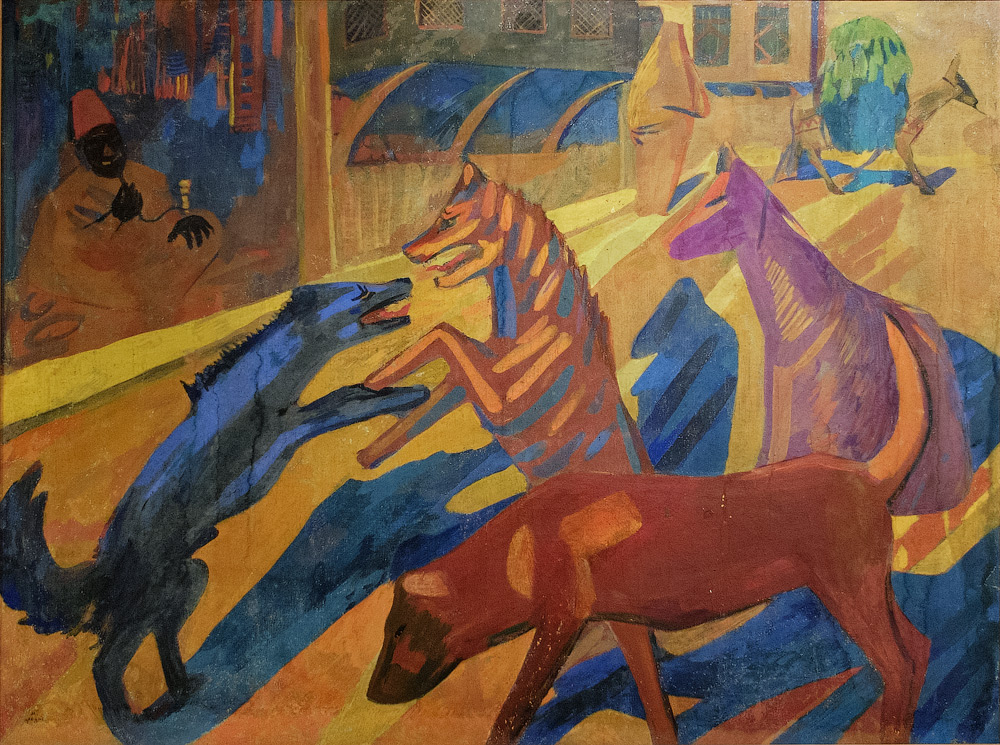
Konstantinopoler Hunde, 1910, Tempera, 104 × 139,2 cm, Haus-Museum von Martiros Sarjan, Jerewan

Martiros Sarjan (armenisch Մարտիրոս Սարեան, transliteriert Saryan, jeweils Endbetonung; russisch Мартирос Сергеевич Сарьян; * 16. Februarjul. / 28. Februar 1880greg. in Nachitschewan am Don bei Rostow am Don; † 5. Mai 1972 in Jerewan) war ein russisch-armenischer Maler.

## Leben

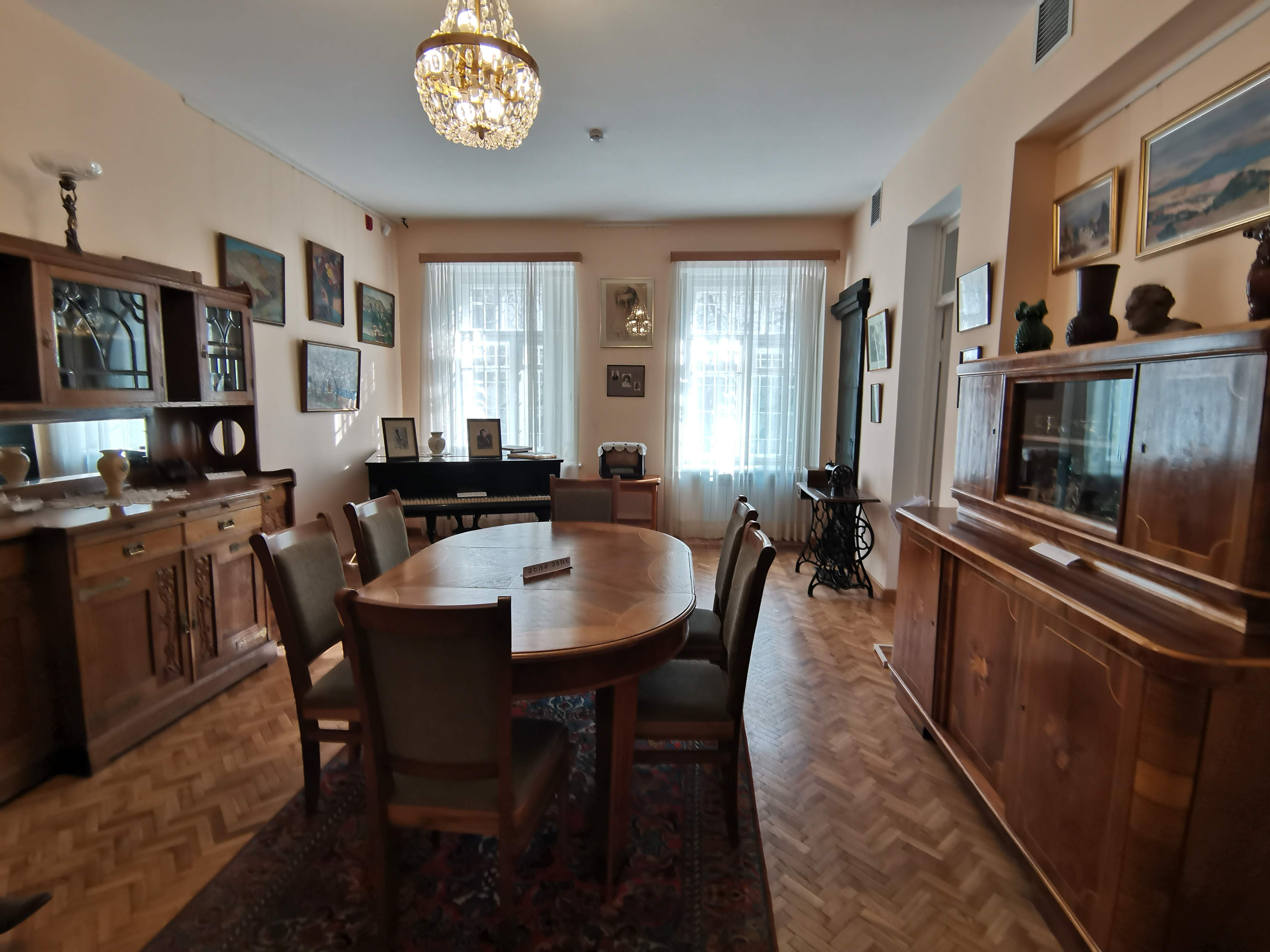
Wohnzimmer im Haus-Museum

Das erste Mal besuchte er Armenien als Student der Moskauer Kunstschule im Jahre 1901. Die armenische Berglandschaft inspirierte ihn schon damals so sehr, dass er in den nächsten Jahren immer wieder zurückkam. Seine ersten Werke zwischen 1904 und 1908 wurden in engem Kontakt mit der Natur realisiert und seinerseits als Vergnügen und Träume bezeichnet.
In den Jahren vor dem Ersten Weltkrieg reiste Sarjan unter anderem nach Konstantinopel, Ägypten, Transkaukasien und Teheran, um dort seine Bilder auszustellen. Im Jahre 1915 organisierte er in Etschmiadsin die Hilfe für Flüchtlinge aus Westarmenien nach dem Völkermord an den Armeniern im Osmanischen Reich.
1916 ließ sich Sarjan in Tiflis nieder, wo es von jeher eine große armenische Gemeinde gibt, und heiratete Lussik Aghajan, die Tochter des Schriftstellers Ghasaros Aghajan. Er gründete mit anderen Künstlern den „Verband der armenischen Künstler in Tiflis“.
Seit 1921 wohnte Sarjan mit seiner Familie in Jerewan. Häuf malte er in Kharindsch. In den nächsten Jahren reiste er oft nach Europa und in verschiedene Gebiete der Sowjetunion, wo seine Werke ausgestellt wurden. Von 1926 bis 1928 lebte er in Paris. Auf der Rückreise wurden die meisten Bilder aus dieser Zeit durch ein Feuer an Bord eines Schiffs verbrannt.
Er erhielt zahlreiche Preise und Auszeichnungen und arbeitete bis zu seinem Tod aktiv an der Wiedergeburt der armenischen Kultur mit. Auf seine Initiative hin entstanden die Kunstakademie und das Nationalmuseum in Jerewan. 1967 wurde sein Wohnhaus in Jerewan zum Haus-Museum umgebaut. Die Nationalgalerie Armeniens zeigt in einer aus zwei Sälen bestehenden Sarjan-Abteilung bedeutendste Werke des Künstlers, so sein Selbstporträt von 1948. Seine Werke beeinflussten die Malerin Lawinija Baschbeuk-Melikjan.
Ein bekanntes, 1966 veröffentlichtes Fragment aus seinen Tagebuchaufzeichnungen lautet:

„Das Land ist wie eine lebendige Schöpfung. Es besitzt eine Seele. Und ohne Vaterland, ohne die nähere Bindung mit der eigenen Heimat, kann niemand sich selbst und seine eigene Seele kennenlernen.“

## Ehrungen
- 1964 erhielt er die Ehrenbürgerschaft der Stadt Leninakan.[2]

## Darstellung Sarjans in der bildenden Kunst
- Wolfgang Frankenstein: Der Maler Nartiros Sarjan (Mischtechnik, 1965)[3]